# مشهدقانلی
ماشادقان‌لی (به لاتین: Maşadqanlı، تا ۲۹ دسامبر ۱۹۹۲ بیرینجی آرات‌کند Birinci Aratkənd) یک منطقه مسکونی در جمهوری آذربایجان است که در شهرستان آق‌سو واقع شده است. ماشادقان‌لی ۵۲۳ نفر جمعیت دارد.